# Жуковка (Сумская область)
Жуковка (укр. Жуківка) — село,
Жуковский сельский совет,
Бурынский район,
Сумская область,
Украина.
Код КОАТУУ — 5920983601. Население по переписи 2001 года составляло 594 человека.
Является административным центром Жуковского сельского совета, в который, кроме того, входят сёла
Кубраково,
Нотариусовка и
Тимофеевка.

## Географическое положение
Село Жуковка находится на правом берегу реки Терн,
выше по течению примыкает село Нотариусовка,
ниже по течению на расстоянии в 1 км расположено село Кубраково,
на противоположном берегу — сёла Верхняя Сагаревка и Ерчиха.
Река в этом месте извилистая, образует лиманы, старицы и заболоченные озёра.
Село имеет 3 пруда: Заводской, Фермовский, Школьный.

## История
- Село известно с первой половины XVIII века.

## Экономика
- Молочно-товарная и свинотоварная фермы.
- «Жуковская», агрофирма, ЧП.

## Объекты социальной сферы
- Детский сад.
- Школа.
- Дом культуры.